# Philippe Pasqua
Philippe Pasqua (Grasse, 15 de junio de 1965) es un pintor y escultor francés. 

## Biografía
Comenzó a pintar a los 18 años, fecha en que se instaló en Nueva York durante dos años, antes de regresar a París. Realizó su primera exposición individual en 1990. En su obra ha mostrado interés por los temas marginales, como la transexualidad, el síndrome de Down y la ceguera, cuestionando los valores morales de nuestro tiempo. Entre sus preferencias se encuentra la vanitas, un tipo de bodegón que hace referencia a la fugacidad de la vida y la inevitabilidad de la muerte, que ha tratado en pintura y escultura, como sus cráneos tatuados o cubiertos de mariposas, insectos que evocan la fragilidad y que al levantar sus alas del cráneo evocan la vida que se escapa.

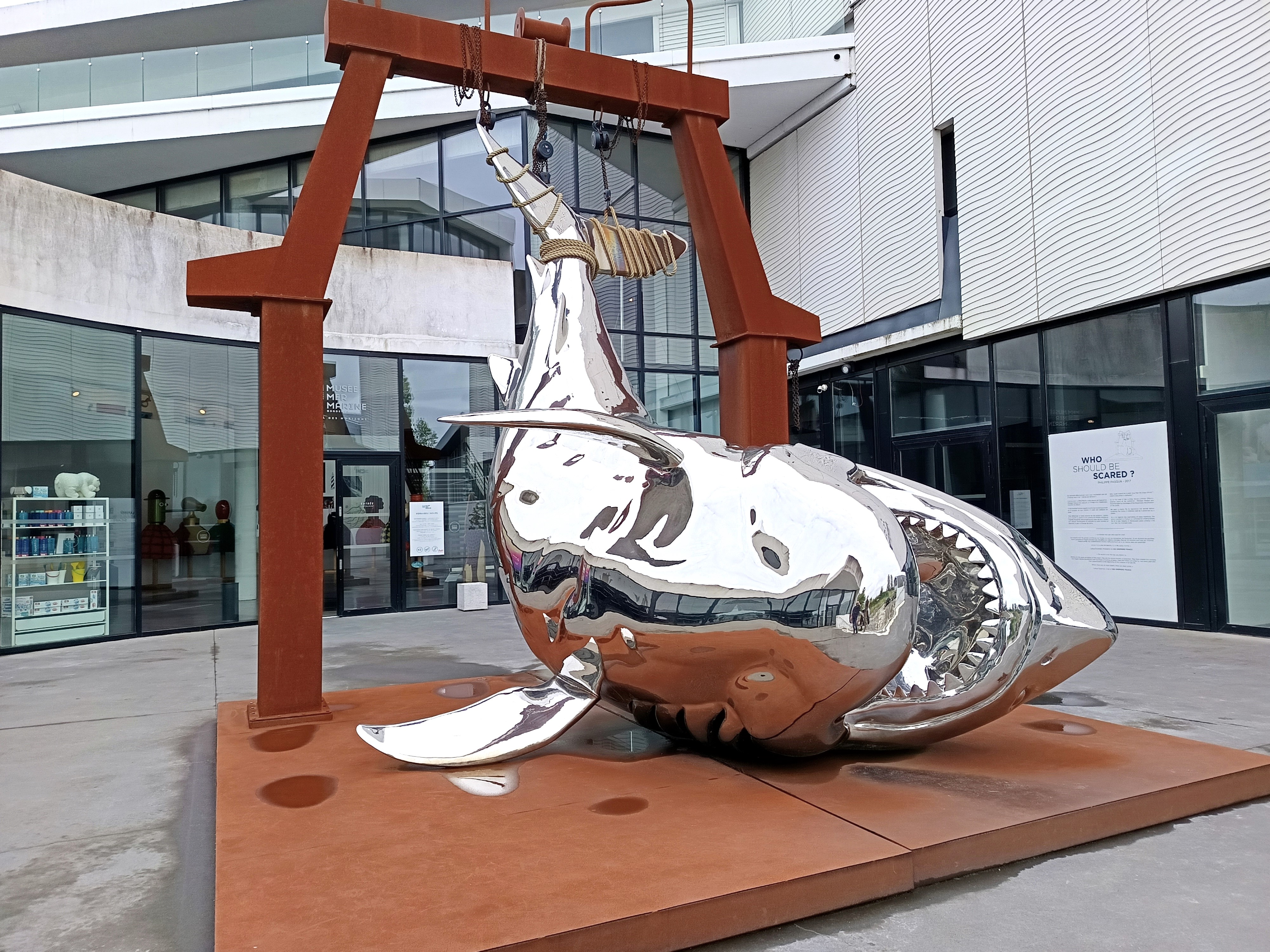
Tiburón, obra de Philippe Pasqua, en la entrada principal del Museo Mar Marina de Burdeos